# Synagoge (Malacky)

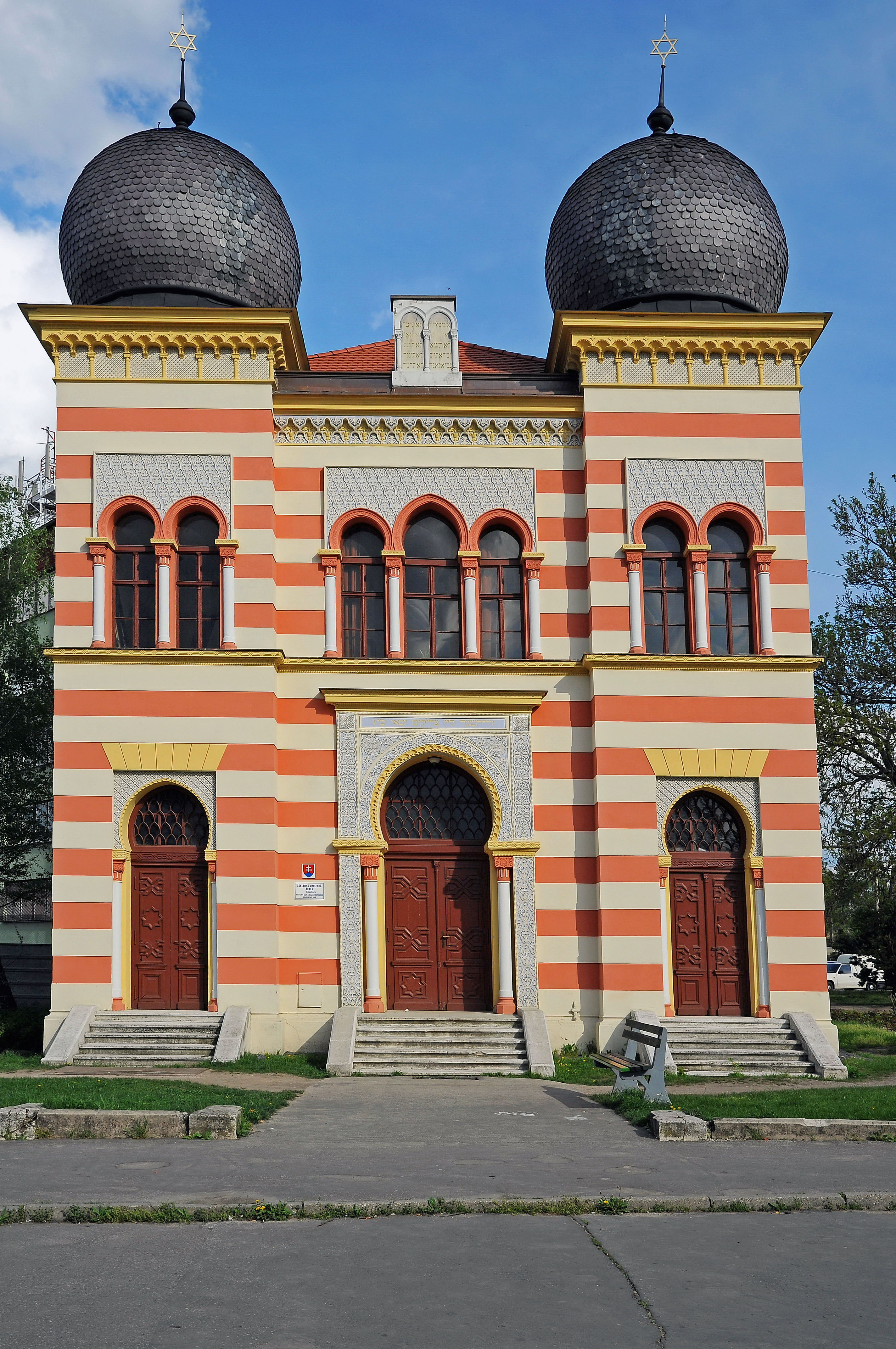
Synagoge in Malacky

Die Synagoge in Malacky, einer slowakischen Stadt im gleichnamigen Bezirk, wurde 1887 errichtet. Die profanierte Synagoge im orientalisierenden Stil ist ein geschütztes Kulturdenkmal.

## Geschichte
Das Synagogengebäude, vom Gutsbesitzerehepaar Simon und Cäcilie Spitzer gestiftet, wurde nach Plänen des Architekten Wilhelm Stiassny errichtet. Im Jahr 1899 wurde der Bau mit der heutigen Adresse Na brehu 2 durch einen Brand fast vollständig zerstört und bis 1900 vom gleichen Architekten wiederaufgebaut. Neben der Synagoge stand ein heute nicht mehr existierendes Haus für den Synagogendiener. Seit den 1980er Jahren wird das Synagogengebäude als Kunstschule genutzt.

## Beschreibung
Die Synagoge war die erste in der Slowakei im orientalisierenden Stil. Sie besitzt eine Fassade mit zwei überkuppelten Turmstümpfen. Die Kuppeln sind nur durch ein hohes Kranzgesims abgesetzt, dessen Mitte mit den Gesetzestafeln dekoriert ist. Ein großes Portal und ein dreiteiliges Fenster dominieren den Mitteltrakt. Die beiden vorspringenden, turmartigen Seitentrakte werden durch große Kuppeln betont. Im Obergeschoss wiederholt sich die Form des dreiteiligen Fensters mit Hufeisenbögen an beiden Seitenrisaliten in kleinerer Ausführung. Die Eingänge für Frauen an den beiden Seitentrakten übernehmen die Form des Hauptportals. Die Synagoge bot Platz für 400 Personen. Von den drei Eingangstüren führt die mittlere zur Vorhalle und zum Parterre und die beiden seitlichen zur Frauenempore. Die an drei Seiten umlaufende Frauenempore wurde von sechs dekorativen polychromen Säulen mit Kapitellen gestützt. Der Toraschrein mit einem Traubenmuster befand sich in der östlichen Nische und war von einer Rosette bekrönt.